# Championnat d'Europe de football 1976
Navigation
Belgique 1972 Italie 1980
Le championnat d'Europe des nations de football 1976 est la 5e édition du Championnat d'Europe des nations de football organisé par l'UEFA et qui se tient tous les quatre ans.
Le tournoi final a lieu en Yougoslavie du 16 au 20 juin 1976, et est disputé par les quatre demi-finalistes de la compétition. Pour la cinquième et dernière fois, la phase finale du championnat d'Europe réunit seulement quatre équipes.
Cette phase finale a la particularité de voir tous les matchs aller en prolongation et de voir également la tenue de la première séance de tirs au but de l'histoire du Championnat d'Europe, qui plus est en finale.
L'Allemagne de l'Ouest et la Tchécoslovaquie, toutes deux victorieuses après prolongation en demi-finale respectivement de la Yougoslavie et des Pays-Bas, se retrouvent en finale. Peu avant le début du match, l'UEFA tombe d'accord avec les deux finalistes pour que la finale ne soit pas rejouée 48 heures plus tard en cas d'égalité après prolongation comme le prévoit pourtant le règlement de la compétition. La séance de tirs au but, initialement prévue éventuellement à l'issue d'une finale rejouée, est donc ainsi rendue possible le soir même. Et c'est ce qui se produit effectivement car les deux équipes ne peuvent se départager au cours de la partie (2-2 à la fin du temps règlementaire, score inchangé lors de la prolongation). L'équipe de Tchécoslovaquie s'offre le titre européen en remportant cette séance de tirs au but historique grâce au « penalty » tiré par Antonin Panenka qui a donné son nom à son geste technique particulier. Cette séance de tirs au but est également à ce jour la première et la seule à avoir été perdue par l'équipe d'Allemagne, et ce malgré cinq autres occurrences dans l'histoire de la Nationalmannschaft.
Effectuée par l'UEFA à la demande du président de la Fédération allemande de football Hermann Neuberger en accord avec son homologue tchécoslovaque, la modification exceptionnelle de dernière minute — les joueurs allemands apprenant la nouvelle dans le vestiaire avant le coup d'envoi de la finale — sur un point de règlement de ce Championnat d'Europe 1976 fera « jurisprudence » : en effet, plus aucune finale des compétitions de l'UEFA ne sera par la suite à rejouer en cas d'égalité après prolongation, la séance de tirs au but prenant désormais place systématiquement. La FIFA abandonnera à son tour la règle de la finale à rejouer en Coupe du monde à partir de 1986.

## Stades
- Stade Maksimir, Zagreb - capacité* : 45 000 spectateurs
- Stade Crvena Zvezda, Belgrade - capacité* : 53 000 spectateurs

* Capacité effective au moment de la compétition

## Tour préliminaire (phase de poules) / Quarts de finale
Les qualifications se sont déroulées en 1974 et 1975 pour ce qui concerne la phase préliminaire de groupes, puis en 1976 pour les quarts de finale. Il y avait huit groupes de qualification comprenant chacun quatre équipes. Les rencontres se jouaient par matches aller et retour. Les vainqueurs de groupes étaient qualifiés pour les quarts de finale.
Les quarts de finale étaient joués par matchs aller et retour. Les vainqueurs étaient qualifiés pour le tournoi final.

## Tournoi final
|  | Demi-finales            | Demi-finales          |                 |         | Finale                  | Finale                  |
|  | Demi-finales            | Demi-finales          |                 |         | Finale                  | Finale                  |
|  |                         |                       |                 |         |                         |                         |
|  | 16 juin 20h15, Zagreb   | 16 juin 20h15, Zagreb |                 |         | 20 juin 20h15, Belgrade | 20 juin 20h15, Belgrade |
|  | 16 juin 20h15, Zagreb   | 16 juin 20h15, Zagreb |                 |         | 20 juin 20h15, Belgrade | 20 juin 20h15, Belgrade |
|  | Tchécoslovaquie         | 3 ap                  |                 |         | 20 juin 20h15, Belgrade | 20 juin 20h15, Belgrade |
|  | Tchécoslovaquie         | 3 ap                  |                 |         | 20 juin 20h15, Belgrade | 20 juin 20h15, Belgrade |
|  | Pays-Bas                | 1                     |                 |         | 20 juin 20h15, Belgrade | 20 juin 20h15, Belgrade |
|  | Pays-Bas                | 1                     | Tchécoslovaquie | 2ap (5) |                         |                         |
|  | 17 juin 20h15, Belgrade |                       | Tchécoslovaquie | 2ap (5) |                         |                         |
|  |                         | Allemagne de l'Ouest  | 2 tab(3)        |         |                         |                         |
|  | Allemagne de l'Ouest    | Allemagne de l'Ouest  | 2 tab(3)        | 4 ap    |                         |                         |
|  | Allemagne de l'Ouest    |                       |                 | 4 ap    |                         |                         |
|  | Yougoslavie             | 2                     |                 |         |                         |                         |
|  | Yougoslavie             | 2                     | 3e place        |         |                         |                         |
|  |                         |                       |                 |         |                         |                         |
|  | 19 juin 20h15, Zagreb   |                       |                 |         |                         |                         |
|  |                         |                       |                 |         |                         |                         |
|  | Pays-Bas                | 3 ap                  |                 |         |                         |                         |
|  | Pays-Bas                | 3 ap                  |                 |         |                         |                         |
|  | Yougoslavie             | 2                     |                 |         |                         |                         |
|  | Yougoslavie             | 2                     |                 |         |                         |                         |

### Demi-finales
Les Tchécoslovaques se qualifient pour la finale face aux vice-champions du monde sortants et en devenir.
| Entraîneur : |
| V.Jezek      |

| Entraîneur : |
| Michels      |

| Entraîneur : |
| V.Jezek      |

| Entraîneur : |
| Michels      |

Le champion d'Europe et du monde en titre allemand remonte un déficit de 2 buts à 0 avant de s'imposer dans la prolongation face à l'hôte de la compétition grâce à un triplé de Dieter Muller.
| Entraîneur : |
| H.Schön      |

| Entraîneur : |
| H.Schön      |

### Match pour la3eplace
Les Pays-Bas obtiennent le bronze après une nouvelle prolongation face aux hôtes.
| 19 juin 1976                      | Pays-Bas | 3 – 2 a.p. | Yougoslavie                                                                                           | Stade Maksimir, Zagreb                              |                                                     |
| 20:15 · Historique des rencontres | Geels 27e 107e · W.Van de Kerkhof 39e                                                                            |            | Katalinski 42e · Džajić 82e                                                                           | Spectateurs : 7 000 Arbitrage : Walter Hungerbühler | Spectateurs : 7 000 Arbitrage : Walter Hungerbühler |
| 20:15 · Historique des rencontres | (Rapport) |            | | Spectateurs : 7 000 Arbitrage : Walter Hungerbühler | Spectateurs : 7 000 Arbitrage : Walter Hungerbühler |
| 20:15 · Historique des rencontres | Schrijvers - Suurbier, van Kraay, Krol, Jansen - Van De Kerkhof, Rensenbrink, Geels, Peters - Arntz - Rijsbergen | Équipes    | Petrovic - Buljan, Mužinić, Katalinski, Surjak - Popivoda, Oblak, Acimovic, Jerković - Dzajic, Žungul | Spectateurs : 7 000 Arbitrage : Walter Hungerbühler | Spectateurs : 7 000 Arbitrage : Walter Hungerbühler |

### Finale
Lors de la première séance de tirs au but de l'histoire du Championnat d'Europe, Antonin Panenka marque le célèbre penalty qui sacre les Tchécoslovaques avec le geste technique qui porte désormais son nom.
| Titulaires : |  |
| |  |
| 1 Ivo Viktor · 2 Karol Dobias 55e 93e · 3 Jozef Čapkovič · 4 Anton Ondruš · 5 Ján Pivarník · 7 Antonín Panenka · 8 Jozef Móder 59e · 10 Marian Masny · 11 Zdenek Nehoda · 12 Koloman Gögh · 17 Ján Švehlík 80e · |  |
| Remplaçants : |  |
| 6 Ladislav Jurkemik 80e · 14 Pavol Biroš · 16 František Veselý 93e · 18 Dušan Galis · 22 Alexander Vencel · |  |
| Entraîneur : |  |
| Václav Ježek |  |

| Titulaires : |  |
| |  |
| 1 Sepp Maier · 2 Berti Vogts · 3 Bernard Dietz · 4 Hans-Georg Schwarzenbeck · 5 Franz Beckenbauer · 6 Herbert Wimmer 46e · 7 Rainer Bonhof · 8 Uli Hoeness · 9 Dieter Müller · 10 Erich Beer 80e · 11 Bernd Hölzenbein · |  |
| Remplaçants : |  |
| 14 Hans Bongartz 80e · 15 Heinz Flohe 46e · 16 Peter Nogly · 17 Manfred Kaltz · 18 Rudolf Kargus · |  |
| Entraîneur : |  |
| Helmut Schön |  |

| Titulaires : |  |
| |  |
| 1 Ivo Viktor · 2 Karol Dobias 55e 93e · 3 Jozef Čapkovič · 4 Anton Ondruš · 5 Ján Pivarník · 7 Antonín Panenka · 8 Jozef Móder 59e · 10 Marian Masny · 11 Zdenek Nehoda · 12 Koloman Gögh · 17 Ján Švehlík 80e · |  |
| Remplaçants : |  |
| 6 Ladislav Jurkemik 80e · 14 Pavol Biroš · 16 František Veselý 93e · 18 Dušan Galis · 22 Alexander Vencel · |  |
| Entraîneur : |  |
| Václav Ježek |  |

| Titulaires : |  |
| |  |
| 1 Sepp Maier · 2 Berti Vogts · 3 Bernard Dietz · 4 Hans-Georg Schwarzenbeck · 5 Franz Beckenbauer · 6 Herbert Wimmer 46e · 7 Rainer Bonhof · 8 Uli Hoeness · 9 Dieter Müller · 10 Erich Beer 80e · 11 Bernd Hölzenbein · |  |
| Remplaçants : |  |
| 14 Hans Bongartz 80e · 15 Heinz Flohe 46e · 16 Peter Nogly · 17 Manfred Kaltz · 18 Rudolf Kargus · |  |
| Entraîneur : |  |
| Helmut Schön |  |

- Geste technique inédit : la « panenka » en finale

## Statistiques du tournoi

### Joueur clé
L'UEFA a désigné le Tchécoslovaque Antonín Panenka comme joueur clé de la compétition.

### Équipe-type
| Gardiens   | Défenseurs                                                            | Milieux                                     | Attaquants                  |
| ---------- | --------------------------------------------------------------------- | ------------------------------------------- | --------------------------- |
| Ivo Viktor | Ján Pivarník Ruud Krol Jaroslav Pollák Anton Ondruš Franz Beckenbauer | Rainer Bonhof Antonín Panenka Dragan Džajić | Zdeněk Nehoda Dieter Müller |

### Meilleurs buteurs

#### 4 buts
- Dieter Müller

#### 2 buts
- Dragan Džajić

### But le plus rapide
- 8 minutes : Švehlík (Tchécoslovaquie - Allemagne de l'Ouest)

### Nombre moyen de buts
- 4,25 buts par rencontre